# Erica serrata
Erica serrata är en ljungväxtart som beskrevs av Carl Peter Thunberg. Erica serrata ingår i släktet klockljungssläktet, och familjen ljungväxter. Inga underarter finns listade i Catalogue of Life.